# Айдарлы (Костанайская область)
Айдарлы (каз. Айдарлы) — село в Карасуском районе Костанайской области Казахстана. Административный центр Айдарлинского сельского округа. Находится примерно в 56 км к югу от районного центра, посёлка Карасу. Рядом с селом (1,3 км) проходит автомагистраль Астана—Костанай. Код КАТО — 395231100.

## История
Основано 23 ноября 1954 года.

## Население
В 1999 году население села составляло 909 человек (441 мужчина и 468 женщин). По данным переписи 2009 года, в селе проживали 723 человека (342 мужчины и 381 женщина).